# スタンプ・アピワット
スタンプ・アピワット（タイ語：แสตมป์ อภิวัชร์、ラテン文字表記：Stamp Apiwat、1982年5月13日 - ）は、タイ王国の首都バンコク出身の歌手、音楽プロデューサー。本名 アピワット・ウアターウォンスック（タイ語：อภิวัชร์ เอื้อถาวรสุข、ラテン文字表記：Apiwat Ueathavornsuk）。ニックネーム スタンプ。

## 概要
タイにてシンガーソングライターとして数多くの曲をヒットさせる一方、人気音楽オーディション番組「The Voice Thailand」（season1~season3）では審査員を務め、後進を育成する若手音楽プロデューサーとしても活動する。3万人超を動員する音楽フェスでは、その高い人気からヘッドライナーの常連。また、タイを代表する音楽賞で歌手、プロデューサーとして40以上の賞を受賞する。
2019年、日本メジャーデビューアルバム『EKAMAI DREAM 1』をリリース、「SUMMER SONIC 2019」への出演を果たした。

## 経歴
- 1997年 - タイのバンド、モダンドッグに影響を受け15歳の時にギターを始める[3][4]。
- 2005年 - チュラーロンコーン大学在学中に同級生と共にバンド7thSCENE（タイ語：เซเว่นธ์ซีน）を結成し、LOVEiSレーベルよりアルバムを1枚リリースする。その後、7thSCENEは活動を休止。しかしスタンプは音楽活動を続け、著名なシンガーソングライター兼音楽プロデューサーであるBoyd Kosiyabongに師事し、ソングライターとしてタイの歌手に楽曲を提供しヒット曲を生み出す。
- 2008年12月 - ソロアルバム『Million Ways To Write Part 1』を発表する。
- 2009年 - アルバム『Million Ways To Write Part 1』から2曲目にシングルカットされた「クワームキット（タイ語：ความคิด (เพลงอภิวัชร์ เอื้อถาวรสุข)）」が映画『A Moment in June（タイ語：ณ ขณะรัก）』の主題歌に使われ、大ヒットとなる。
- 2013年 - インパクト・ムアントーンターニー内の施設、インパクト・エキシビションホール1（現ホール5）にてワンマンコンサート「GREAN DAY」を開く。 ゲストにF. Hero、ウィスット・ポンニミットらが出演[5]。アルバム『Supermarket』リリース。
- 2014年 - アルバム『Sci-Fi』リリース。スラートターニー、ハートヤイ、チエンマイ、ウドーンターニーの4か所でタイ国内ツアーを行う。『Sci-Fi』に収録されている「นักเลงคีย์บอร์ด」（ナックレーン・キーボード）で、YMCKとコラボしている。
- 2015年 - インパクト・ムアントーンターニー内の施設、タイ最大級のコンサート会場インパクト・アリーナ（キャパ11,000人）にてワンマンコンサート「FaPha」を開く。
- 2016年 - YMCKとのコラボ曲「Game Over」を公開。P.O.P.がラップで参加している。
- 2017年4月 - アメリカのバンドPop EtcのメンバーChristopher Chuをプロデューサーに迎え、全曲英語詞のアルバム『STH』を日本でインディーズリリースし、日本デビューを果たす。東京近郊を中心にCDリリースツアーを行う。『STH』はのちに、タイにて自ら主宰するレーベル「123records」より配信リリースされたほか、翌年3月にLP盤でリリースされている。
- 2018年2月2日 - 青山月見ル君想フで日本初ワンマンコンサートを成功させる。
- 2018年8月 - 「It could be love」が、ドラマ『ラブ・バイ・チャンス/Love By Chance』のエンディング曲に使用される。
- 2019年6月 - トイズファクトリーより、メジャーデビューシングル「Bangkok Summer (English ver.) 」をネット配信限定でリリース。
- 2019年7月19日 - FIVE NEW OLDのボーカル・ギターHIROSHIをフィーチャリングした「Die Twice feat. HIROSHI from FIVE NEW OLD」をアルバムリリースにむけ先行配信開始。
- 2019年8月7日 - メジャーデビューアルバム『EKAMAI DREAM 1』をリリース。
- 2019年8月15日 - HMV&BOOKS SHIBUYA 6Fイベントスペースにて、『EKAMAI DREAM 1』リリースイベントを開催。
- 2019年8月17日 - 「SUMMER SONIC 2019」出演。 Billboard JAPAN STAGE
- 2019年9月 - JAPAN TOUR 2019 EKAMAI DREAM 1を行う。
- 2020年8月29日 - a-nation online 2020出演。Green Stage（配信）
- 2020年9月18日 - エイベックスより、「ジェイルハウス feat. SKY-HI」ネット配信限定でリリース。
- 2020年11月27日 - エイベックスより、「it takes two feat. THE CHARM PARK」配信リリース。
- 2021年2月17日 - エイベックスより、「HIDE YOU feat. chelmico」配信リリース。
- 2021年8月4日 - エイベックスより、「ฝันร้าย/ฝันดี (move on) feat. Awesome City Club」配信リリース。
- 2021年12月10日 - エイベックスより、「Nephophobia feat.THE CHARM PARK」配信リリース。
- 2021年12月16日 - タイ国内でアルバム「EKAMAI DREAM 2」をリリース。
- 2022年6月22日 - エイベックスより、「It Could Be Love」の日本語版、「愛のせいで」配信リリース。
- 2022年8月5日 - エイベックスより、「Nobody Knows」（映画『プアン/友だちと呼ばせて』（原題：One for the Road）主題歌）の日本語版、「Nobody Knows（Japanese ver）feat. 向井太一」配信リリース。
- 2022年9月24日 - インパクト・ムアントーンターニー内の施設、インパクト・アリーナにて7年ぶりとなるワンマンコンサート「แสตมป์ ด้วยรักและแอบดี」を開く。
- 2022年10月22日、23日 - サイアム・スクエアにあるリド・コネクト、ホール3にて、B面曲のみを演奏するコンサート「STAMP B-side Concert」を開く。

## 人物
- 親日家として日本のカルチャーにも通じている[6]。
- 高校時代、L'Arc～en～Cielのコピーバンドをしていた。
- 2013年、Sonic BangにてMIYAVIとโอมจงเงยで共演[7]。
- 2015年、結婚。前撮りを日本で撮影した[8]。
- 欅坂46のファンで、握手会にも参加している[9]。
- 平手友梨奈のファン[10]。
- 漫画では、ろくでなしBLUESが好き[11]。
- ゲームでは、ドラゴンクエスト、FINAL FANTASYシリーズが好き。

## ディスコグラフィー

### 代表曲
- 「Kwam Kid」 - ความคิด (TH)（2010年）MV
- 「It Could Be Love」 - มันคงเป็นความรัก (TH)（2011年）MV
- 「OHM」 - โอมจงเงย (TH)（2012年）MV
- 「DAMN!!」 - ให้ตายสิพับผ่า (TH)（2014年）MV
- 「Bangkok Summer (EN & TH)」（2019年）MV (EN) MV (TH)
- 「Nobody Knows (EN)」 - ถ้าเธอ (TH)（2022年) MV (EN) MV (TH)

### タイ語アルバム
- 『Million Ways to Write Part I』 - มิลเลียนเวส์ทูไรท์พาร์ต 1 （2008年）
- 『เพลงที่นานมาแล้วไม่ได้ฟัง』（2010年）
- 『Supermarket』（2013年）
- 『Sci-Fi』（2014年）
- 『EKAMAI DREAM 2』（2021年）

### 英語アルバム
- 『STH』（2017年）
- 『EKAMAI DREAM 1』（2019年）

### 参加作品
- 「TOKYO JUNCTION feat. STAMP」（P.O.P 『おかあさんにきいてみないとわからない』収録　2015）
- 「Good Life feat. Stamp」（FIVE NEW OLD 『Too Much Is Never Enough』収録　2018）
- 「STAMP feat. STAMP」（WHITE JAM 『雨音』収録　2018）
- 「Don’t Worry Baby Be Happy feat. STAMP」（SKY-HI Digital Single 2020.1.31）MV
- 「Just a Life feat. STAMP」（瑛人 配信シングル「香水」収録 2022.11.23）

## ライブ

### 日本でのライブ
- 2016年

| 日程          | タイトル                              | 会場                |
| 2016年4月17日 | YMCK × STAMP チップチューン・ラウンジ | 新宿 8bit cafe      |
| 2016年4月21日 | From Ekamai to Tokyo Live 2016        | 南青山 月見ル君想フ |
| 2016年4月26日 | Mayu Wakisakaライブ ゲスト出演        | 中目黒 FJ's         |

- 2017年

| 日程           | タイトル                                         | 会場                |
| 2017年4月21日  | 日本ツアー                                       | 横浜 F.A.D          |
| 2017年4月25日  | 日本ツアー                                       | 渋谷 タワーレコード |
| 2017年4月29日  | 日本ツアー                                       | 柏 DOMe             |
| 2017年4月30日  | 日本ツアー アルバムリリースパーティー            | 新代田 FEVER        |
| 2017年5月27日  | 日本ツアー 下北沢サウンドクルージング            | 下北沢 WAVER        |
| 2017年5月29日  | 日本ツアー                                       | 新代田 FEVER        |
| 2017年10月13日 | Music has no border                              | 柏 Palooza          |
| 2017年10月14日 | Stamp Japan Tour - Utsunomiya Junction           | 宇都宮 fudan cafe   |
| 2017年10月15日 | Alegre Special 2017 -5th Anniversary- ゲスト出演 | 渋谷 club asia      |
| 2017年10月16日 | STAMP来日公演 -男子の部-                         | 南青山 月見ル君想フ |
| 2017年10月17日 | STAMP来日公演 -女子の部-                         | 南青山 月見ル君想フ |
| 2017年10月19日 | STAMP JAPAN TOUR 2017 AUTUMN                     | 新代田 Fever        |

- 2018年

| 日程            | タイトル                           | 会場                      |
| 2018年2月2日    | STAMP Japan Tour 2018 （ワンマン） | 南青山 月見ル君想フ       |
| 2018年2月4日    | FIVE NEW OLDツアーゲスト出演       | 新代田 FEVER              |
| 2018年2月9日    | FREE THROW Vol.116                 | 新宿 神楽音               |
| 2018年6月2・3日 | 第14回タイフェスティバル 名古屋    | 名古屋 エディオン久屋広場 |
| 2018年10月13日  | No Maps Music ~ ROCK DIVERSITY     | 札幌 BESSIE HALL          |
| 2018年10月14日  | FIVE NEW OLDツアーゲスト出演       | 札幌 Sound lab mole       |

- 2019年

| 日程           | タイトル                                                       | 会場                                           |
| 2019年8月17日  | SUMMER SONIC 2019                                              | Billboard JAPAN STAGE                          |
| 2019年9月8日   | STAMP Japan Tour 2019 "EAKAMAI DREAM 1"                        | 新代田 FEVER                                   |
| 2019年9月10日  | STAMP Japan Tour 2019 "EAKAMAI DREAM 1"                        | 名古屋 TIGHT ROPE                              |
| 2019年9月11日  | STAMP Japan Tour 2019 "EAKAMAI DREAM 1"                        | 大阪 CONPASS                                   |
| 2019年9月15日  | パルTAMAフェス DÉ DÉ MOUSE Presents パルテノン多摩大階段音楽祭 | 多摩センター 大階段ステージ                    |
| 2019年9月16日  | TOKYO CALLING 2019                                             | 渋谷 TSUTAYA O-nest                            |
| 2019年9月23日  | FUKUOKA ASIAN PICKS                                            | 福岡 キャナルシティ福岡 B1F サンプラザステージ |
| 2019年12月12日 | SKY-HI Round A Ground 2019 ～YO! SKY RAPS～ ゲスト出演         | 豊洲 豊洲PIT                                   |

・2020年
| 日程          | タイトル                                           | 会場                |
| 2020年4月25日 | MUSIC DON'T LOCKDOWN 巣ごもりSPグランドフェスvol.1 | Sub Stage（配信）   |
| 2020年8月29日 | a-nation online 2020                               | Green Stage（配信） |

・2022年
| 日程          | タイトル                                                    | 会場                   |
| 2022年7月19日 | 『プアン/友だちと呼ばせて』STAMP スペシャルライブ付き試写会 | 東京 ユーロライブ      |
| 2022年9月10日 | 抱きしめタイ！（川崎フロンターレ 広島戦イベント）           | 川崎市等々力陸上競技場 |

・2023年
| 日程           | タイトル                         | 会場            |
| 2023年５月21日 | 第23回タイフェスティバル東京2023 | 東京 代々木公園 |

### 出演イベント
| 日程           | イベント          | 会場                    |
| 2017年10月28日 | We Learn （講演） | 大阪大学 吹田キャンパス |

## 出演

### ラジオ
- ラビット・アワー（FM豊橋：2017年6月22日）[13]
- Asian Breeze（FM仙台、FM愛知：2018年8月19日）
- Departure Lounge（LOVE FM：2019年7月15日）
- Sabaai Sabaai Thailand（FM NORTH WAVE：2019年8月11日）
- Sunset Breeze（Fm yokohama：2019年8月11日）
- まちなかSESSION エキマイク（秋田放送：2019年8月14日）
- リスナーズフォーラム（NHKワールドJAPAN：2019年8月25日）
- 沈黙の金曜日（FM FUJI：2019年9月13日）
- SUPERFINE SUNDAY（FM802：2019年9月15日）
- アフター6ジャンクション（TBSラジオ：2019年9月18日）
- BEAT EXPO（FM802：2019年9月18日）
- FROM OVERSEAS THAILAND（FM COCOLO：2019年9月25日）
- ACROSS THE SKY（J-WAVE: 2019年10月27日）
- ACROSS THE SKY（J-WAVE: 2020年2月9日）
- TCY Radio（block.fm:2020年3月20日）
- Sabaai Sabaai Thailand（FM NORTH WAVE：2020年9月20日・10月18日同内容）コメント出演
- ACROSS THE SKY（J-WAVE: 2020年９月27日）リモート
- Sabaai Sabaai Thailand（FM NORTH WAVE：2020年9月27日・10月25日同内容）コメント出演
- THE GUY PERRYMAN SHOW（INTER FM : 2020年11月25日）リモート
- Double-E（FM大阪 : 2021年2月19日）コメント出演
- STEP ONE（J-WAVE: 2021年２月22日）リモート
- casaricoto radio（INTER FM: 2021年２月28日）リモート
- Sabaai Sabaai Thailand（FM NORTH WAVE：2021年3月7日）コメント出演
- 武井壮・サンボマスターのオレたちラジオ団（INTER FM: 2021年4月4日）コメント出演
- Double-E（FM大阪 : 2021年8月6日）コメント出演
- Sabaai Sabaai Thailand（FM NORTH WAVE：2021年8月22日）リモート
- Asian Breeze（FM仙台、FM愛知：2021年9月5日）コメント出演
- THE GUY PERRYMAN SHOW（INTER FM : 2021年12月29日）リモート
- Sabaai Sabaai Thailand（FM NORTH WAVE：2022年1月9日）コメント出演
- アフター6ジャンクション（TBSラジオ：2022年5月11日）
- Evening Tap（FM802：2022年5月11日）コメント出演
- HIT STREET（FM大阪：2022年5月27日）コメント出演
- THE GUY PERRYMAN SHOW（INTER FM : 2022年6月2日）コメント出演
- アフター6ジャンクション（TBSラジオ：2022年7月13日）
- Evening Tap（FM802：2022年7月27日）
- DIVE TO THE NEW WORLD（J-WAVE: 2022年7月30日  FM802：2022年7月31日）
- Sabaai Sabaai Thailand（FM NORTH WAVE：2022年７月31日）コメント出演
- Evening Tap（FM802：2022年11月23日）Cat Expo 9会場でのインタビューを放送
- ดนตรีพาเที่ยว（NHKワールドJAPAN：2023年6月4日)  第23回タイフェスティバル東京2023でのインタビューを放送

### テレビ
- スッキリ　WEニュース（日本テレビ：2019年9月17日）
- スッキリ　WEニュース（日本テレビ：2020年5月19日）
- 土曜はカラフル!!! （TOKYO MX1：2022年5月14日）コメント出演
- SONGS OF TOKYO （NHKワールド JAPAN：2022年5月23日、NHK総合：2022年5月30日）
- スッキリ　WEニュース（日本テレビ：2022年7月20日）
- NHK WORLD-JAPAN Music Festival 2023（NHKワールド JAPAN：2023年11月19日）コメント出演
- NHK WORLD-JAPAN Music Festival 2023 再放送（NHK総合：2024年1月3日）コメント出演

### YOUTUBE
- 武井壮百獣の王国（2020年5月24日）ゲスト出演
- chelmicoのでも、まだまだ土曜日（2021年２月13日）ゲスト出演

## 書籍

### 雑誌
- 『東京人』No. 397 （都市出版：2018年5月2日発売）Tokyo Visitors 1
- 『BRUTUS』No. 902（マガジンハウス：2019年10月1日発売）
- 『BRUTUS』No. 927（マガジンハウス：2020年11月1日発売）BRUTUSC○PE
- 『ダ・ヴィンチ』2020年12月号（角川書店：2020年11月6日発売）Culture Da Vinci / MUSIC
- 『awesome!』Vol.51（シンコーミュージック・エンタテイメント：2022年6月21日発売）
- 『Hanako』2022年9月号、J SONGBOOK 日本の音楽を学ぼう！（マガジンハウス：2022年7月28日発売）
- 『awesome! Plus』Vol.12（シンコーミュージック・エンタテイメント：2022年8月8日発売）
- 『awesome! Plus Thai Special』（シンコーミュージック・エンタテイメント：2023年3月31日発売）
- 『awesome! Plus』Vol.17（シンコーミュージック・エンタテイメント：2023年5月23日発売）
- 『awesome! Plus』Vol.18（シンコーミュージック・エンタテイメント：2023年7月6日発売）